# 烏克蘭制憲大會
制憲大會（烏克蘭語：Конституційна Асамблея）是烏克蘭總統下轄的特殊輔助機構，於2012年5月17日因時任總統維克托·亞努科維奇起草《烏克蘭憲法》修訂案而成立。截至2012年12月，制憲大會共有94名成員，而預計人數將達100人。

## 歷史
2011年1月13日，時任烏克蘭總統維克多·費奧多羅維奇·亞努科維奇表示不久將成立制憲大會。2012年5月17日，亞努科維奇簽署相關法令，該法令將大會定位為總統的特殊輔助機構，隨後制憲大會正式成立，烏克蘭首任總統列昂尼德·克拉夫丘克被任命為大會主席。
截至2012年12月，亞努科維奇多次呼籲該國反對黨抵抗獨裁委員會加入制憲大會，而該政黨表示因大會是由總統控制而拒絕加入。最終制憲大會僅由94人組成。

## 成員
制憲大會的目標是由100位政治、公眾人物及立憲律師等人士依據平等原則組成，而所有在烏克蘭最高議會擁有席次的政黨共可推派12人參與大會，預計為執政黨6人、反對黨6人。而在烏克蘭選舉中，得票數超過100,000的政黨亦可推派人員與會。目前主要職位：
- 主席：列昂尼德·克拉夫丘克
- 副主席：Yuriy Shemshuchenko
- 秘書：Maryna Stavniychuk

## 外部連結
- 制憲大會（乌克兰語）（已失效）